# Bence Bicsák
Bence Bicsák (nascido em 19 de outubro de 1995) é um triatleta profissional húngaro. Ele é membro da equipe húngara de Triatlo Olímpico de 2020. Ele competiu no evento individual masculino nos Jogos Olímpicos de Verão de 2020 em Tóquio. Ele ficou em 7º lugar entre 51 atletas olímpicos que começaram a corrida.
Nos Jogos Olímpicos de Tóquio em 2020, Bicsák competiu no Triathlon inaugural - evento de revezamento misto. A seleção húngara composta por dois homens e duas mulheres terminou na 11ª posição. Os membros da seleção húngara, seguidos de seus números de largada e links para seus perfis oficiais de atletas olímpicos foram; Zsanett Bragmayer 15A, Bence Bicsák 15B, Zsofia Kovacs 15C e Tamás Toth 15D.
A União de Triatlo da Hungria e o Comitê Olímpico da Hungria consideraram Bence Bicsák como o atleta que poderia ganhar a primeira medalha olímpica de triatlo da Hungria. Antes do 7º lugar de Bence Bicsák, o melhor resultado olímpico de triatlo da Hungria até o momento foi de Csaba Kuttor, que terminou em 30º nos Jogos Olímpicos de Sydney em 2000.
Nenhum triatleta húngaro, mesmo aqueles que participaram de várias Olimpíadas, foram classificados acima da classificação atual de Bence Bicsák pelo Triatlo Mundial.
O World Triathlon organiza eventos de corrida internacionais de alto nível. Bicsák competou no Campeonato Mundial de Triatlo (WTCS) e também em várias Copas Mundiais de Triatlo. 
Desde 2014, os resultados da corrida de Bicsák trouxeram muita atenção nacional. Sua carreira foi observada de perto. Como triatleta, ele é membro da equipe de triatlo PSN zrt (Pécsi Sport Nonprofit) desde 2015. A equipa PSN zrt está baseada na cidade de Pécs, onde Bence Bicsák reside e onde concluiu o seu diploma universitário. Ele se formou em Administração e Gestão de Empresas pela Universidade de Pécs, (Pécsi Tudományegyetem).
Szilárd Tóth é o treinador principal do Bicsák e também o chefe do Departamento de Triatlo da PSN, que conta com cerca de 50 funcionários. Bicsák treina rotineiramente e compete com o colega da equipe húngara Faldum Gábor. Faldum foi um triatleta olímpico nos Jogos Olímpicos de 2016 no Rio de Janeiro. (Faldum está atualmente classificado em 72º lugar). Além disso, como parte da equipe nacional húngara, Bicsák participou de campos de treinamento estrangeiros, onde treinou e competiu com o triatleta olímpico Támas Tóth de 2016 e 2020. Durante os Jogos Olímpicos de Verão de 2020, Támas ficou em 19º lugar. Durante os Jogos Olímpicos de 2016, Támas ficou em 33º lugar e seu compatriota húngaro Gabor ficou em 20º.
Em 28 de julho de 2021, as classificações do Bence Bicsák são;
- Triatlo masculino nos Jogos Olímpicos de Tóquio em 2020, sétimo[1]
- Ranking Mundial 21[7]
- World Triathlon Championship Series em 17º lugar[8]
- Classificação Continental 15º [9]
- 76 partidas, 14 pódios, 8 vitórias[10]

## Infância
Bence Bicsák era uma criança continuamente ativa, adorava brincar ao ar livre, sempre gostou de hobbies e novos esportes. Correr, natação, ciclismo, futebol, basquete eram alguns dos esportes que lhe davam prazer. Por volta dos 7 ou 8 anos, praticava natação algumas vezes por semana. Ele não gostou muito, não teve sucesso nas competições, mas seus pais o persuadiram a continuar. Nesse ínterim, ele continuou com outros esportes.
Quando ele tinha cerca de 11 ou 12 anos, seus pais, que corriam por hobby, levaram o jovem Bence Bicsák para uma corrida. A corrida deu-lhe prazer.
Um técnico local, István Góczán, da Associação de Triatlo de Zalaegerszeg, contatou Bicsák e o convidou para participar de uma competição de aquatlo. Aquathlon é uma corrida que combina natação e corrida. Bence foi bem na natação e correu para terminar em primeiro. Para sua surpresa, Bence ganhou uma medalha de ouro. Ele nunca tinha vencido uma corrida antes. A corrida foi a centelha que o colocou em um caminho excepcionalmente longo e desafiador para se tornar um triatleta entre os 10 primeiros. Aos 15 anos, Bicsák decidiu praticar o triatlo. Em algum momento, István Góczán perguntou ao jovem Bence Bicsák com que idade ele queria atingir seu nível de desempenho máximo, física e mentalmente. A resposta de Bence Bicsák foi "entre 25 e 28".

## Vida pessoal
Bence Bicsák tem um irmão dois anos mais novo. Sua irmã Flora Bicsák competiu por muitos anos nas modalidades de triatlo, duatlo e atletismo. De 2010 a 2019, Flora competiu em vários eventos de atletismo. Em 2019, antes que a Covid-19 afetasse o cronograma da competição, a Flora ganhou duas medalhas de ouro e uma de prata na categoria de 5.000 m. uma medalha de ouro na categoria de 3.000 m. Na adolescência, Bence e Flora costumavam treinar juntos. Flora Bicsák competiu nos Jogos Olímpicos da Juventude de Nanjing 2014.
Os pais de Bence Bicsák são médicos e, como hobby, praticaram o esporte da meia maratona por vários anos.

## Carreira

### 2011-2012: Aprendizagem, treinamento e progresso
Nos anos de 2011 e 2012, Bence Bicsák competiu em seis eventos da União Europeia de Triatlo. Em metade dos eventos, ele ficou entre os 10 primeiros.
Bicsák foi membro do Clube de Triatlo de Zalaegerszeg e treinou com a equipe Mogyi SE Baja - Pécs (agora conhecida como equipe Mogyi SE Baja) durante o verão de 2012.

### 2013: Primeiro húngaro a se classificar para o Campeonato Mundial
Para 2013, o banco de dados do ranking do World Triathlon indica que Bence Bicsák competiu em 6 eventos de triatlo. Ele ganhou um ouro. No geral, em 25% dos eventos, ele ficou entre os 10 primeiros.
No dia 15 de junho no Campeonato Europeu de Triatlo de 2013 em Alanya, Turquia, Bence Bicsák alcançou um inesperado 10º lugar na categoria Junior Masculino. 
Ele se tornou o primeiro húngaro a se classificar para o Campeonato Mundial. A experiência adquirida por Bicsák no evento da Grande Final em Londres foi significativa. Jacob Birtwhistle, Tyler Mislawchuk e Kristian Blummenfelt, que teriam cada um um dos 10 primeiros classificados de Qualificação Olímpica em 2020 e 2021, também estiveram presentes na Grande Final.
Apesar da idade júnior, em 21 de julho de 2013, ele competiu pela primeira vez na categoria Elite Masculina durante a Taça Europeia de Triathlon Tartu ITU Sprint 2013. Ele ficou em 21º lugar entre 47 competidores. O tempo de Bence Bicsák era 00:57:28, Kristian Blummenfelt da Noruega ficou em primeiro lugar com um tempo de 00:55:36.
Em 3 de agosto de 2013, ele ficou em primeiro lugar no Campeonato Nacional de Triatlo Juvenil da Hungria.
Em 2013, ele também conquistou a medalha de ouro no Campeonato Nacional Húngaro de Duatlo.
Para 2013, Bence Bicsák desenhou seu plano de treinamento. Seu pai, que já havia competido na meia-maratona, também deu uma ajuda. O regimento de treinamento do jovem atleta era; treinar uma ou duas vezes por dia, nadar seis vezes por semana, andar de bicicleta três vezes por semana ou mais durante a primavera e no verão e correr quatro ou cinco vezes por semana. O treinamento geral foi; 14 a 15 sessões de treinamento no inverno e entre 16 a 18 no verão.
Como membro do Clube de Triatlo de Zalaegerszeg, Bence Bicsák recebeu assistência técnica de; Csaba Horváth e Tamás Horváth para natação, István Góczán para corrida, Tamás Binder e Miklós Déri para ciclismo.
Durante o verão de 2013, ele também treinou com a equipe da Mogyi SE Baja -Pécs.

### 2014: inúmeros sucessos. Vai para a universidade
Para 2014, o banco de dados do ranking do World Triathlon indica que Bence Bicsák competiu em 8 eventos de triatlo. Ele ganhou três ouros e um bronze. No geral, em 75% dos eventos, ele ficou entre os 10 primeiros.
Em 2014, como Júnior terminou em 12º na Grande Final Mundial de Triatlo em Edmonton, e também como Júnior terminou em 5º no Campeonato Europeu de Triatlo Kitzbühel ETU. Como Júnior, ele também ganhou duas Copas da Europa, uma em Tiszaujvaros e outra em Holten.  
Em 2014, e pelo segundo ano consecutivo, Bence Bicsák ganhou a medalha de ouro no Campeonato Nacional de Duatlo de Velocidade de Velocidade da Hungria.  No mesmo ano, sua irmã mais nova, Flora Bicsák, também ganhou a medalha de ouro no Campeonato Nacional de Duatlo da Hungria. Vencendo 542 outros competidores, Flora Bicsák também ganhou a medalha de prata no Campeonato Nacional de Cross Country de 2014.  Os dois irmãos, Bence e Flora, costumavam treinar juntos para o triátlon. Seu sucesso atlético em 2014 atraiu a atenção da mídia nacional.
No Campeonato Europeu de Triatlo Kitzbühel ETU 2014, Alistair Brownlee (campeão olímpico de Londres em 2012) ganhou o ouro na categoria Elite masculina. Pouco depois da vitória de Alistair, Bence e sua irmã Flora foram fotografados e inspirados por Alistair Brownlee. Essa inspiração ajudou o jovem Bence Bicsák a alcançar o sucesso futuro como triatleta profissional. Sua irmã Flora participaria alguns meses depois de dois eventos nos Jogos Olímpicos da Juventude de Nanjing 2014. Flora Bicsák terminou em 17º.
É digno de nota que o apoio dos irmãos e a rivalidade entre os triatletas ocorrem com frequência. Por exemplo, Jonathan Brownlee (vencedor da medalha olímpica de bronze e prata) ajudou fisicamente seu irmão Alistair na linha de chegada durante a final dramática da série mundial de triatlo de Cozumel 2016. O ato anterior de amor fraternal e amizade ganhou as manchetes mundiais.
Em junho de 2014, Bence Bicsák se formou no Zalaegerszegi Zrínyi Miklós Gimnázium (ensino médio).  O Dr. Lajos Bicsák, o pai do atleta, formou-se na mesma escola em 1983. Sua irmã mais nova, Flora, também se formaria na mesma escola em 2016.
Em janeiro de 2014. Bence Bicsák alistou-se como triatleta da equipa Mogyi SE Baja-Pécs.
Em 2014, Bence Bicsák foi aceito na Faculdade de Economia e Negócios da Universidade de Pécs. Muitas décadas antes, seus pais haviam se formado na universidade de Pécs. Ele se mudou de Zalaegerszeg para a cidade de Pécs. Em 2014 começou a treinar como triatleta para a PSN zrt.

### 2015: o desenvolvimento da Bicsák chama muita atenção
Em 2015, PSN Zrt Sportiskola (PSN Ltd. Escola de Esportes em Pécs) estabeleceu um novo departamento de triatlo liderado por Toth Szilard. Como chefe de departamento e treinador, Szilárd e muitos de seus dedicados funcionários forneceram a Bence Bicsák e a quase quarenta outros triatletas húngaros excelentes condições de treinamento e apoio significativo.   PSN zrt . possui 14 departamentos de esportes e importantes instalações esportivas.
2015 foi o primeiro ano em que Bence Bicsák competiu como adulto e na categoria de triatlo Sub-23 (até 23 anos). Ele também começou a correr a distância olímpica (1,5 km de natação, 40 km de bicicleta e 10 km de corrida), um formato de corrida duas vezes mais longo do que a maioria de suas corridas anteriores. Para Bicsák, as distâncias de triatlo significativamente maiores, juntamente com um nível muito mais alto de competição, resultaram em um ano muito mais desafiador.
Para 2015, o banco de dados do ranking do Triatlo Mundial indica que Bence Bicsák competiu em 11 eventos de triatlo e teve três pódios, dois de prata e um de bronze. No geral, ele ficou entre os 10 primeiros em 73% dos eventos.
Bicsák não conseguiu se classificar para a final da Copa do Mundo de 2015, mas supostamente aprendeu muito com a experiência negativa. Na Hungria, o desenvolvimento de Bicsák continuou a chamar muita atenção. Suas sessões de treinamento duravam de 5 a 6 horas por dia.

### 2016: Desempenho inovador. Terceiro lugar na Grande Final de Cozumel
Para 2016, o banco de dados do ranking do World Triathlon indica que Bence Bicsák competiu em 12 eventos de triatlo e teve duas finalizações de Bronze. No geral, ele ficou entre os 10 primeiros em 58% dos eventos. Em 2016, Bence Bicsák competiu em provas de corrida de triatlo de distância olímpica na categoria adulta. A motivação e a experiência adquiridas ao competir contra ex-atletas olímpicos e potenciais futuros olímpicos ajudaram Bicsák a avançar significativamente.
Em 2016, enquanto era um estudante universitário, o regime de treinamento semanal típico de Bicsák consistia em duas corridas intensas, três médias e uma desafiadora de longa distância. O anterior foi combinado com natação diária e ciclismo três vezes por semana.
Em 2016, a União de Triatlo da Hungria premiou Bence Bicsák, então com 20 anos, como o melhor atleta Sub-23 em 2015.
O desempenho de Bicsák ajudou o recém-criado departamento de triatlo em Pécs a ocupar o quinto lugar entre 92 associações húngaras.
Bicsák e o colega triatleta e Pécs Noémi Sárszegi qualificaram-se para o programa de treinamento das Olimpíadas de Tóquio em 2020. O programa de treinamento olímpico de 2020 começou após os 2.016 Jogos Olímpicos do Rio. Forneceu campos de treinamento especializados e competições para ajudar a desenvolver atletas olímpicos húngaros em potencial. Um dos principais objetivos do Bicsák era a preparação até 2018 para o processo de qualificação olímpica de dois anos para os Jogos de 2020. Durante o processo de qualificação de dois anos, ao longo de muitas corridas, os triatletas acumulam pontos. Os 55 melhores homens e 55 mulheres com as classificações de pontos mais altos qualificam-se para os Jogos.
Em 2016, corridas que não são eventos da ITU (International Triathlon Union) proporcionaram ao Bicsák oportunidades adicionais para competir, desfrutar do esporte e melhorar. Em maio de 2016, Bence Bicsák com seu técnico Szilárd Tóth e o caiaque Vilmos Fodróczi como companheiros de equipe venceram o Campeonato de Quadratlo de Distância Média. Da mesma forma, no final de maio, e apesar de ter corrido por quatro fins de semana consecutivos, Bicsák ganhou o ouro pelo terceiro ano consecutivo no triatlo de distância de velocidade de Tiszaújváros. Em setembro, ele conquistou o ouro na Solvenia com uma vantagem de aproximadamente 2 minutos.
Em junho de 2016, e apesar de lutar contra uma infecção viral, Bicsák terminou em 8º no Campeonato Europeu de Triatlo Sub-23 na Bulgária, o que lhe rendeu os direitos de qualificação para o importante Campeonato Mundial de Triatlo Sub-23 no México. 
Descrito como sua descoberta pelo Triatlo Mundial, em 7 de setembro de 2016, Bence Bicsák ganhou um Bronze na Grande Final de Triatlo Mundial de 2016 da ITU em Cozumel U23. O pódio na Grande Final foi contra muitos concorrentes que ocuparam lugares de calibre olímpico no ranking. Seu bronze foi notável por ter classificado em 33º antes do início da corrida. Depois da corrida, e na categoria Adulto, Bicsák manteve a 138ª posição, um salto substancial em relação à 360ª posição que ocupava no início do mesmo ano. A Grande Final Bronze foi fundamental na carreira do triatleta. 

### 2017: Vence sua primeira Copa Mundial de Triatlo
Para 2017, o banco de dados do ranking do World Triathlon indica que Bence Bicsák competiu em 11 eventos de triatlo e ganhou o ouro em quatro deles. No geral, ele ficou entre os 10 primeiros em 73% dos eventos. 2017 foi um ano de muito sucesso para a Bicsák. Ele conquistaria sua primeira Copa do Mundo de Triatlo em Tiszaujvaros.
Em reconhecimento aos seus excelentes resultados e progresso em 2016, em janeiro de 2017, Bence Bicsák foi premiado pela Fundação Húngara de Triatlo pela segunda vez. A Fundação concedeu ao Bicsák o primeiro prêmio em 2014. Como beneficiário do programa de treinamento olímpico húngaro de 2020, no início de 2017, Bence Bicsák participou de um campo de treinamento nas Ilhas Canárias. Entre as outras atividades de treinamento, e em comparação com o clima húngaro no inverno, o ambiente mais favorável nas Ilhas Canárias possibilitou a Bicsák pedalar 800 quilômetros em duas semanas.
Depois de participar de um campo de treinamento de duas semanas em Chipre em 26 de março de 2017, Bence Bicsák ficou em 4º lugar no evento 2017 Gran Canaria ETU Triathlon European Cup Elite. Houve muito caos na parte de natação da corrida. Ele saiu da água em 12º, alcançou o grupo de motos breakaway nos primeiros 10 km do segmento de motos e impulsionou durante sua corrida para um 4º lugar em sua primeira competição de 2017.
Em 22 de abril de 2017, Bence Bicsák terminou com o ouro no Campeonato Nacional de Duatlo de Sprint da Hungria, realizado em Balatonboglar.
Em 04 de junho de 2017, Bence Bicsák terminou em 9º no evento Cagliari ITU Triathlon World Cup Elite. O evento marcou a segunda vez que Bicsák terminou entre os dez primeiros em uma Copa do Mundo e, com isso, alcançou a 66ª colocação no ranking mundial.
Em 22 de julho de 2017, Bence Bicsák ganhou sua primeira Copa Mundial de Triatlo no evento Tiszaujvaros ITU Triathlon World Cup Elite 2017.    Bicsák ganhou o ouro ao chegar à linha de chegada 15 segundos antes do tricampeão olímpico Dmitry Polyanski e, assim, ganhando para a Hungria a segunda medalha de ouro em uma Copa do Mundo de Triatlo. Ákos Vanek é o único outro triatleta húngaro a ganhar uma Copa Mundial de Triatlo. Duas semanas antes do evento da Copa do Mundo, Bicsák terminou em 7º no Campeonato Europeu de Atletismo Sub-23. Além disso, Bicsák terminou em terceiro no Campeonato Nacional Adulto de 10.000 metros.
Em 5 de agosto de 2017, Bence Bicsák ganhou o ouro no evento Velence ETU Triathlon U23 European Championships. Após o evento do Campeonato Europeu, Bicsák ocupou o 47º lugar no ranking mundial.
Em uma publicação de 12 de setembro de 2017, Bence Bicsák afirmou que ser um triatleta traz "um pouco de dor". No entanto, ele acrescentou que o aumento gradual de sua carga de trabalho para várias sessões de treinamento por dia ao longo de muitos anos o ajudou a se adaptar. Agradecido pelo apoio da Universidade de Pécs, professores e amigos, Bence Bicsák afirmou que teria apenas mais uma sessão ou estágio para concluir a licenciatura. Bence Bicsák enfatizou que seu sonho não era apenas se classificar para as Olimpíadas de 2020, mas "sair com um bom resultado". Além disso, ele acrescentou que seu "objetivo final é se tornar um dos melhores triatletas do mundo". Bence Bicsák formou-se em Administração e Gestão de Empresas pela Universidade de Pécs - Faculdade de Economia e Negócios

### 2018: Competindo em nível mundial
Para 2018, o banco de dados do ranking do World Triathlon indica que Bence Bicsák competiu em 13 eventos de triatlo e ganhou duas medalhas de ouro e uma de bronze. No geral, ele ficou entre os 10 primeiros em 62% das corridas. Em 2018, ele competiu na Ásia, Canadá, Austrália, Europa e Oriente Médio.
Em 2018, a União de Triatlo da Hungria premiou Bence Bicsák, então com 22 anos, como o melhor atleta de triatlo e duatlo. O técnico de Bence Bicsák, Szilárd Tóth, foi eleito o técnico do ano na mesma cerimônia.  Em 2017, Szilárd Tóth era o chefe do departamento de triatlo em Pécs. O departamento consistia em uma equipe de cerca de cinquenta pessoas. Ao pedalar 200-300 km e correr 60-70 km por semana, o técnico Tóth participou ativamente do treinamento dos triatletas.
Em 12 de maio de 2018, no evento ITU World Triathlon Series (WTS) Yokohama Elite, Bence Bicsák terminou em 5º lugar. O WTS é onde os melhores do mundo competem; esta segunda participação de Bicsák na WTS. Após a corrida, o então bicampeão mundial e duas vezes olímpico Mario Mola apertou a mão de Bicsák para reconhecer o notável feito de Bicsák. O Yokohama WTS foi o primeiro de quarenta eventos de qualificação olímpica de triatlo para os Jogos de 2020. Os 12 primeiros resultados determinam as classificações de qualificação olímpica. Os eventos da Copa do Mundo de Triatlo da ITU têm no máximo 75 competidores. No entanto, ITU Triathlon World Series (WTS) tem apenas 55 competidores, e muitos dos 10 primeiros no ranking tendem a estar presentes.
Em 21 de maio de 2018, após duas provas, Bence Bicsák conquistou o 1º lugar no Ranking ITU Individual de Qualificação Olímpica . Após a Copa do Mundo de Triatlo Lausanne ITU, onde terminou em 4º, em 18 de agosto de 2018, Bence Bicsák foi 7º no Ranking ITU Individual de Qualificação Olímpica.  Uma semana depois, após o evento ITU World Triathlon Montreal Elite, ele ficou em 6º lugar.
Em 14 de setembro de 2018, no evento ITU World Triathlon Grand Final Gold Coast U23, Bence Bicsák ganhou o bronze dividindo o pódio com Tayler Reid e Samuel Dickenson.
Refletindo sobre o ano de competição de triatlo de 2018, Bence Bicsák afirmou: "Esses resultados são dignos de nota porque nenhum triatleta húngaro chegou ao top 10 até agora, e este foi apenas o meu primeiro ano em competições de nível mundial."
Em outubro de 2018, Bence Bicsák afirmou que treina diariamente nos três esportes (natação, corrida de bicicleta). Além disso, durante uma corrida, ele mantém um pulso de cerca de 190 batimentos por minuto por cerca de duas horas. O seu treinador, Szilárd Tóth, referiu-se a Bence Bicsák como "a máquina desportiva afinada".
Deixando de lado a classificação da Qualificação Olímpica, em novembro de 2018, Bence Bicsák ocupava o 18º lugar no Triathlon World Rankings.
2018 sendo seu primeiro ano competindo em nível mundial, Bence Bicsák relatou que todos foram gentis e recebidos pessoalmente pela maioria dos atletas eminentes. Ele acrescentou que aumentaria a intensidade de seu treinamento, mas faria uma abordagem equilibrada e gradual para alcançar a melhor forma física e mental necessária para estar nas Olimpíadas. Ele indicou que estava fazendo bons progressos e que estava confiante. No final de 2018, seu primeiro ano competindo na Série Mundial de Triathlon (WTS), Bence Bicsák classificou-se em 23º lugar.
Um dos objetivos declarados de Bicsák para 2019 era garantir sua classificação na qualificação olímpica, participando do maior número possível de séries mundiais de triatlo. Outra meta era gostar e amar o que está fazendo e se esforçar ao máximo nos estudos universitários.

### 2019
Para 2019, o banco de dados do ranking do World Triathlon indica que Bence Bicsák competiu em 11 eventos de triatlo e ganhou duas de Bronze. No geral, ele ficou entre os 10 primeiros em 64% das corridas.
Em 27 de abril de 2019, no evento MS Amlin World Triathlon Bermuda Elite, Bicsák terminou em 7º lugar. O resultado da corrida o levou ao 11º lugar no ranking da World Triathlon Series, ultrapassando um atleta que disputou duas vezes o torneio. Após a corrida, o desempenho de Bicsák chamou a atenção da lenda do triatleta então pentacampeão mundial.
Em 18 de maio de 2019, no evento ITU World Triathlon Yokohama Elite, Bicsák terminou em 3º. Bicsák ultrapassou o pentacampeão mundial e medalhista olímpico de prata Javier Gomez por 12 segundos para ganhar o bronze. Além disso, Bicsák dividiu o pódio com o triatleta nº 1 Vincent Luis e o medalhista olímpico Henri Schoeman. Após uma hora, quarenta e três minutos e 26 segundos de corrida, Bicsák estava a apenas cinco segundos do Ouro e a 1 segundo do Prata. O triatleta nº 1, Vincent Luis, foi o primeiro a dar os parabéns a Bicsák e disse-lhe que sabia que o momento chegaria. O resultado da corrida colocou Bicsák em 6º lugar no ranking de Qualificação Olímpica e 12º no ranking Mundial. (Medalha de bronze histórica de Bence Bicák na série da Copa do Mundo de triatlo)
Em 27 de maio de 2019, Richárd László, Diretor da Toyota Central Europe, distribuiu um híbrido Toyota C-HR para Bence Bicsák e outros doze atletas olímpicos patrocinados. A Toyota foi patrocinadora platina do Comitê Olímpico Húngaro e também patrocinou diretamente atletas como o Bicsák. Krisztián Kulcsár, presidente do Comitê Olímpico Húngaro, esteve presente na cerimônia de distribuição.
Em 6 de julho de 2019, ocorreu um acidente com vários ciclistas durante o evento Hamburg Wasser World Triathlon Elite. Como resultado, um Bence Bicsák ferido precisou de transporte para um hospital. Infelizmente para Bicsák, o choque das bicicletas à sua frente, enquanto em formação de pelotão, tornou a colisão para ele e outros inevitável. Em uma velocidade rápida, ele violentamente entrou em contato com uma barreira de metal contra multidões. Ele foi ejetado no ar quando sua bicicleta parou repentina e completamente.  
Para piorar as coisas, demorou muito para a ambulância chegar a Bicsák devido a um trator estacionado bloqueando o acesso.  Infelizmente, o acidente em Hamburgo impossibilitou que ele e a equipe húngara participassem da corrida de revezamento da equipe de Triathlon no dia seguinte. Embora Bicsák tivesse sofrido vários acidentes durante sua longa carreira, esta foi a primeira vez que ele precisou de transporte para um hospital. Felizmente, não houve fraturas ou rasgos significativos. Antes da corrida em Hamburgo, Bicsák havia terminado entre os 10 primeiros em todos os eventos da WTS, exceto um. Depois de Hamburgo, Bicsák ficou em 16º no ranking mundial, 9º no ranking WTS e 10º no ranking de qualificação olímpica.
Por causa de seus ferimentos, o regime de treinamento de Bicsák precisava de ajustes, mas ele estava esperançoso em relação ao restante da temporada de competição de triatlo. Após o evento de Hamburgo, Bicsák deveria estar no evento do Campeonato Mundial em Edmonton, Canadá. Infelizmente, devido aos pontos recentes em seu corpo, ele não iria competir lá.  Nas semanas que se seguiram, seu joelho estava se curando rapidamente. Ele participou de um campo de treinamento em alta altitude nos EUA. Em suas próprias palavras, "Eu estava em uma posição muito ruim em termos de resistência, mas ainda mais mentalmente, ainda assim eu me mantive em meus objetivos."
Em 16 de agosto de 2019, aconteceu o importante evento de qualificação olímpica do Tokyo ITU World Triathlon. O evento foi simultaneamente um teste do local olímpico de 2020 e um evento de qualificação olímpica de triatlo.
O evento de Tóquio ocorreu apenas 41 dias após o acidente e lesão significativos de Bicsák em Hamburgo. Houve um calor intenso, quase 100% de umidade, e ventos fortes devido à chegada de um tufão. Devido às condições climáticas extremas, os organizadores planejaram inicialmente encurtar a corrida, mas isso não ocorreu. Consequentemente, os organizadores mantiveram a distância olímpica total (1,5 km de natação, 40 km de bicicleta e 10 km de corrida).
Depois de um mergulho desafiador, Bicsák alcançou o pelotão da frente, mas se envolveu em um acidente de bicicleta em massa. Ele se recuperou da queda e, devido ao seu notável desempenho na corrida, conseguiu terminar em 7º. Posteriormente, Bicsák diria que,  só um pódio teria me deixado feliz! Teria sido mais realista desistir naquele ponto, considerando o estado mental em que eu estava. Dois dias depois, a seleção húngara de revezamento misto, da qual Bicsák faz parte, terminou em 9º. Apesar das lesões físicas sofridas em Hamburgo 41 dias antes, a fortaleza física e mental exibida por Bence Bicsák no evento de qualificação olímpica de Triatlo Mundial ITU de Tóquio garantiu sua classificação entre os 10 primeiros. Ter ficado em 9º na classificação foi notável, já que Bicsák estava em desvantagem em relação aos rivais porque teve de ficar de fora da corrida de Edmonton devido a uma lesão.
O triatlo é um esporte de resistência que sempre cobra um grande tributo físico e mental no nível de elite. Para o Bicsák em recuperação, o pedágio em agosto de 2019 foi significativamente maior do que o normal. Antes da Grande Final do Triatlo Mundial da ITU, Bicsák afirmou: "Meu tendão de Aquiles está doendo e quase não há pele nos meus calcanhares. Até mesmo colocar meus tênis de corrida representa um desafio”. Ele também afirmou: "Além disso, espero navegar bem nesta corrida (da Grande Final) - sem quaisquer acontecimentos infelizes e onde, após uma partida suave, não terei de lutar para voltar ao fundo. Eu tive uma participação nessas duas."
No entanto, em 31 de agosto de 2019, na Grande Final em Lausanne, Bence Bicsák terminou em 29º. Sobre a corrida, Bicsák afirmou mais tarde: "Esta corrida foi a mais dolorosa. Eu gostaria de ter desaparecido, de ter ficado invisível depois de terminar em 29º. Fiquei em 13º geral, mas ainda havia outro evento que continuava rastejando em minha mente. Eu estava decidido a correr no evento da Copa do Mundo em Banyoles"
Em 07 de setembro de 2019, no evento Banyoles ITU Triathlon World Cup, e em uma reversão da sorte do evento de Lausanne duas semanas antes, Bence Bicsák fechou a temporada de corridas de triatlo terminando em terceiro. O desempenho de retorno de Bence Bicsák em Banyoles foi tão "surpreendente". Bicsák estava a 17 segundos da medalha de prata obtida pelo 5 vezes Campeão Mundial Mario Mola e a 19 segundos da medalha de ouro conquistada pelo então atual campeão mundial Vincent Luis.
Em 17 de outubro de 2019, Bence Bicsák foi creditado por fornecer o triathlon húngaro com maior impulso devido a seus inúmeros resultados entre os 10 primeiros na World Triathlon Series (WTS).
2019 foi o ano mais desafiador de Bence Bicsák de sua vida. As expectativas eram elevadas e muita pressão sobre o atleta de 23 anos. Após o evento de 2019 em Yokohama que o levou para a 4ª posição no ranking, ele declarou: "De repente, me senti como se fosse capaz de qualquer coisa". No entanto, mais tarde, no evento WTS de Hamburgo, ele passou da melhor forma de sua vida para uma lesão que anulou a corrida. Para seu crédito, no final do ano, Bicsák encontrou forças físicas e mentais para terminar com um triunfo, embora doloroso.
Em 30 de dezembro de 2019, a International Triathlon Union (ITU) classificou oficialmente Bence Bicsák como tendo a 9ª posição no Ranking de Qualificação Olímpica Individual para os Jogos de Tóquio em 2020.

### 2020
No início de 2020, os 5784,78 pontos de Bicsák, 9º no ranking da Qualificação Olímpica Individual Mundial de Triatlo, o tornaram tecnicamente seguro de se classificar para as Olimpíadas de Tóquio em 2020. No entanto, Bicsák expressou que todos os atletas que chegam aos Jogos Olímpicos, têm uma chance de medalha, independentemente de quão alta seja sua classificação na Qualificação Olímpica.
Em 15 de janeiro de 2020, uma cerimônia confirmou o estabelecimento de um acordo de patrocínio entre a União Húngara de Triathlon e a gigante corporativa global E.ON. Durante a mesma cerimônia, em reconhecimento aos resultados sem precedentes do triatlo de Bence Bicsák, a E.ON anunciou que Bicsák foi patrocinado e espera terminar entre os 10 primeiros nos Jogos Olímpicos de Tóquio. Bicsák afirmou: "Meu principal objetivo é me tornar o melhor triatleta do mundo.". Historicamente, o melhor resultado húngaro em uma Olimpíada foi o 30º de Csaba Kuttor nos Jogos Olímpicos de Sydney em 2000.
A Organização Mundial da Saúde (OMS) declarou COVID-19 como uma pandemia em 11 de março de 2020.
Em 24 de março de 2020, em uma declaração conjunta, o primeiro-ministro do Japão, Shinzo Abe, e o presidente do Comitê Olímpico Internacional (COI), Thomas Bach, anunciaram oficialmente o adiamento dos Jogos Olímpicos de Tóquio em 2020 para uma data não posterior a 2021.
Desde criança, os Jogos Olímpicos eram um dos maiores sonhos de Bence Bicsák.  O impacto do adiamento sobre Bence Bicsák e outros atletas olímpicos foi compreensivelmente e de várias maneiras extremamente perturbador e significativo.
Bicsák vinha treinando "como um louco", com a intenção de atingir seu pico de desempenho nas Olimpíadas de 2020. No entanto, as restrições do  COVID-19 fecharam ou limitaram severamente o acesso aos locais de treinamento essenciais para manter um atleta de elite em seu melhor nível de desempenho. Em um triatlo, um atleta deve equilibrar o treinamento em todos os três esportes. Para Bicsák, que é fisicamente menor do que a maioria dos triatletas de elite, não ter acesso a uma piscina era uma de suas preocupações mais significativas.
A pandemia do COVID-19 restringiu drasticamente as viagens internacionais, e a maioria dos triatletas de elite não conseguiu chegar a eventos de triatlo de classe mundial. Consequentemente, a organização Mundial de Triathlon adiou ou cancelou a maioria dos eventos de triatlo.
Por não saber quando a temporada de competição internacional poderia começar, os triatletas de elite competiam principalmente no mercado interno quando podiam, em eventos amadores e sob as restrições do COVID-19. O primeiro desses eventos de Bicsák foi o evento amador eXtremeMan 2020 perto de Kaposvár. O evento de distância olímpica foi a primeira corrida de Bicsák em dez meses. Ele chegou em primeiro a derrotar no processo dois de seus companheiros da Seleção. No entanto, o objetivo de Bicsák não era derrotar seus concorrentes, mas sim "promover o treinamento uns dos outros" e determinar seu estado mental.
No verão de 2020, apesar de tentar encontrar corridas para competir e devido à pandemia, Bence Bicsák se viu livre pela primeira vez em anos. No entanto, não estar acostumado a ter tempo livre e ser inativo veio com seus desafios. Bicsák e seu treinador tiraram três semanas de folga. Bicsák foi pescar, praticar remo em pé, ler livros, tocar violão e passar um tempo com a família e amigos.
Para todos os atletas de elite, a dura realidade é que não existem substitutos adequados para a competição ao vivo. Em 05 de agosto de 2020, Bence Bicsák competiu em 8 corridas domésticas ao longo de cinco fins de semana consecutivos. O evento mais significativo foi o Campeonato Nacional de Triatlo da Hungria, onde ganhou o ouro.
No nível de elite dos 10 primeiros, os triathlons costumam ser ganhos ou perdidos por pequenas nuances. Ao competir juntos, os 10 melhores atletas de elite precisam fazer ajustes numerosos e minuciosos em suas táticas durante uma corrida. Quando um atleta top-10 compete abaixo de seu nível normal, é sua força bruta e habilidade que tende a ser mais expressa. Infelizmente, essas corridas deixam menos oportunidades de experimentar e refinar as táticas necessárias para vencer em um nível olímpico.
Em 25 de agosto de 2020, a pandemia COVID-19 resultou no cancelamento de 7 dos 8 eventos da World Triathlon Series (WTS). O único evento WTS que permaneceu possível foi em Hamburgo. O Conselho Executivo do Triatlo Mundial decidiu que o evento singular de Hamburgo coroaria os Campeões WTS de 2020. Em teoria, triatletas qualificados de todo o mundo poderiam participar, e o número de competidores permitidos, geralmente 55, foi aumentado para 65. No entanto, restrições significativas de viagens impediram muitos dos concorrentes habituais de comparecer.
O triatlo é um esporte que tem muitos gastos associados. Infelizmente, para triatletas de primeira linha como Bicsák, outra consequência significativa do cancelamento de sete dos oito eventos WTS foi a redução considerável nas oportunidades de ganhar prêmios em dinheiro.
Em 05 de setembro de 2020, no evento Hamburg Wasser World Triathlon Elite, Bence Bicsák terminou em 14º. Ele estava "um tanto frustrado". Sobre o evento, Bicsák afirmou o seguinte. "A corrida em Hamburgo foi significativa, não só em termos do próximo ano, mas também na minha carreira como um todo, porque este é o único meio de conseguir treino mental." "Este foi o tipo de corrida que eu perdi. É totalmente diferente pedalar em um pelotão de 60 motociclistas versus 4 ou 5, como era o caso em casa."
Em 05 de setembro de 2020, no evento do Campeonato Mundial de Revezamento Misto de Triatlo da ITU de Hamburgo, a equipe húngara da qual Bicsák era membro terminou em 12º.
Em 13 de setembro de 2020, no evento Karlovy Vary ITU Triathlon World Cup Elite e se recuperando de uma pequena batida por um operador de câmera de motocicleta, Bence Bicsák terminou em 5º lugar. Infelizmente para Bicsák, a motocicleta fez uma curva enquanto Bicsák tentava passar. Bicsák ficou ligeiramente ferido, mas "alguns competidores" o ultrapassaram quando ele parou para dar a volta na motocicleta. Em 2020, esta foi a única Copa do Mundo em que o Bicsák poderia competir. No evento de Karlovy Vary, o companheiro de seleção de Bicsák, Márk Dévay, se machucou em um acidente de bicicleta e precisou ser hospitalizado durante a corrida.

### 2021: Apandemia COVID-19continua a perturbar a competição
Em 20 de março de 2021, o Comitê Olímpico Internacional e quatro outros órgãos dirigentes anunciaram que, devido à pandemia de COVID, espectadores estrangeiros não teriam permissão para assistir aos Jogos Olímpicos de Tóquio.
Em 25 de março de 2021, o revezamento da tocha olímpica começou no Japão. Isso sinalizou que os Jogos Olímpicos provavelmente começariam 121 dias depois. O revezamento da tocha deu esperança a milhares de atletas de elite, entre eles Bicsák.
Em um esforço de rebranding, em 1 de outubro de 2020, a União Internacional de Triathlon tornou-se Triathlon Mundial. Consequentemente, e para clareza histórica, os eventos da ITU antes de 1º de outubro de 2020 permanecem identificados como ITU. Da mesma forma, em 4 de março de 2021, a ITU World Triathlon Series (WTS) tornou-se a World Triathlon Championship Series (WTCS). Consequentemente, e para clareza histórica, os eventos WTS antes de 2021 permanecem identificados como WTS.
No início de 2021, a pandemia COVID continuou a perturbar significativamente o calendário de competições estabelecido pelo Triatlo Mundial. A incerteza da primeira corrida do WTCS em Chengdu, a mudança do evento em Montreal e as datas de Adu Dhabi tornaram o planejamento de viagens e logística um desafio.
Em 22 de abril de 2020, o World Triathlon confirmou a programação para o 2021 World Triathlon Championship Series (WTCS). A primeira prova foi para o triathlon em Chengdu, China, agendada para os dias 1 e 2 de maio. Bicsák competiu anteriormente em eventos de Chengdu em 2018 e 2019. Infelizmente, em 2020, o evento de Chengdu foi cancelado devido à pandemia. No entanto, a partir de 24 de abril de 2021, apenas oito dias antes do evento WTCS de Chengdu de 2021, a data de início real ainda não foi confirmada.
Em uma série paralela de competições de triatlo, a pandemia também causou estragos no calendário da Copa do Mundo de Triatlo de 2021. O cancelamento da Copa do Mundo de Triatlo de Osaka de 2021 e a alteração da data da Copa do Mundo de Triatlo de Huatulco sinalizaram que a temporada da Copa do Mundo de 2021 pode continuar a ter interrupções significativas.
Devido ao COVID-19, a temporada pré-olímpica de triatlo de 2021 foi excepcionalmente desafiadora para muitos triatletas de elite que tentavam recuperar seu desempenho máximo. Em quatro dos cinco eventos pré-olímpicos de 2021, Bence Bicsák terminou bem abaixo de seus níveis de desempenho típicos. No entanto, em 13 de junho de 2021, Bence Bicsák conquistou a medalha de ouro no Grande Prêmio de triatlo em Dunquerque.
Como membro da equipe húngara de Triatlo Olímpico de 2020, Bence Bicsák competiu no evento individual masculino nos Jogos Olímpicos de Verão de 2020 em Tóquio. Ele ficou em 7º lugar entre 51 atletas olímpicos que começaram a corrida.

## Endossos
Como um dos 10 melhores triatletas, Bence Bicsák conseguiu obter patrocínio de importantes entidades corporativas globais. O vídeo profissional apresentando Bence Bicsák em sua campanha pré-olímpica "For The Moment" ilustrou bem a atenção de marketing que Bicsák recebeu.
Em 03 de maio de 2021, Bence Bicsák tinha os seguintes patrocinadores corporativos; Trek, E.ON, Mizuno, Pécs Brewery, Oakley, Toyota, Garmin e High5.